# Mohad Abdikadar
Mohad Abdikadar Sheik Ali (* 12. Juni 1993 in Beled Hawo) ist ein italienischer Mittelstreckenläufer somalischer Herkunft, der sich auf den 1500-Meter-Lauf spezialisiert hat.

## Sportliche Laufbahn
Erste internationale Erfahrungen sammelte Mohad Abdikadar im Jahr 2011, als er bei den Junioreneuropameisterschaften in Tallinn in 3:49,32 min den achten Platz im 1500-Meter-Lauf belegte. Im Jahr darauf gelangte er bei den Juniorenweltmeisterschaften in Barcelona nach 3:53,74 min auf Rang zehn und 2013 schied er bei den Halleneuropameisterschaften in Göteborg mit 3:47,21 min im Vorlauf aus. Auch bei den Europameisterschaften 2014 in Zürich kam er mit 3:46,07 min nicht über die Vorrunde hinaus und im Jahr darauf gewann er bei den U23-Europameisterschaften in Tallinn in 3:44,91 min die Silbermedaille hinter dem Spanier Marc Alcalá. 2016 schied er bei den Europameisterschaften in Amsterdam mit 3:42,91 min im Vorlauf aus und bei den Crosslauf-Europameisterschaften 2017 in Šamorín belegte er in 19:10 min den sechsten Platz mit der italienischen Mixed-Staffel. 2018 wurde er bei den Mittelmeerspielen in Tarragona in 3:39,60 min Fünfter und anschließend klassierte er sich bei den Europameisterschaften in Berlin mit 3:39,95 min auf dem zehnten Platz. Im Dezember belegte er dann bei den Crosslauf-Europameisterschaften in Tilburg mit 16:51 min den elften Platz in der Mixed-Staffel. Bei den Crosslauf-Europameisterschaften 2021 in Dublin gelangte er mit 18:37 min auf den achten Platz. Bei den Straßenlauf-Weltmeisterschaften 2023 in Riga wurde er nach 4:11,60 min auf Rang 26 über die Meile und im Dezember belegte er bei den Crosslauf-Europameisterschaften in Brüssel in 20:06 min den vierten Platz in der Mixed-Staffel.
In den Jahren 2014 und 2015 wurde Abdikadar italienischer Meister im 1500-Meter-Lauf im Freien sowie 2014 und 2016 in der Halle.

## Persönliche Bestleistungen
- 1500 Meter: 3:33,79 min, 3. September 2023 in Padua
  - 1500 Meter (Halle): 3:39,94 min, 20. Februar 2022 in Padua
- Meile: 3:57,18 min, 4. September 2021 in Mailand
- 3000 Meter: 7:44,33 min, 6. September 2023 in Rovereto